# John van der Wiel

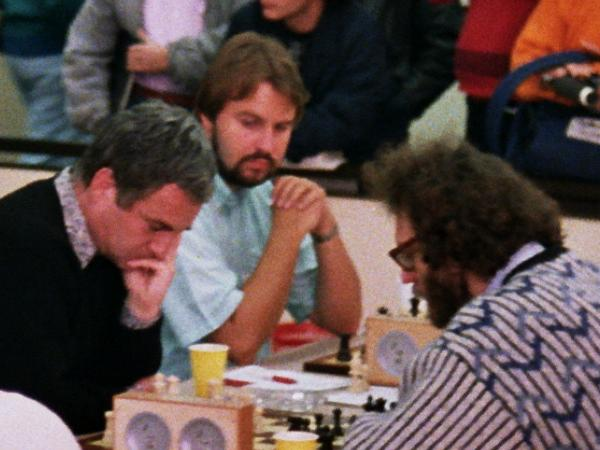
Gennadi Sosonko, John van der Wiel und Jonathan Speelman bei der Schacholympiade 1988 in Thessaloniki

Johannes Theodorus Hermanus van der Wiel (* 9. August 1959 in Leiden) ist ein niederländischer Schach-Großmeister.
Den Titel eines Internationalen Meisters erhielt er 1979, den Großmeistertitel 1982.
Er nahm 26 Mal in Folge an der niederländischen Meisterschaft teil und ist damit Rekordhalter.

## Leistungen
- 1976 und 1977 Sieg beim Daniël-Noteboom-Gedenkturnier in Leiden[2]
- 1979 Jugend-Europameister
- 1981 Sieger der B-Gruppe des Hochofenturniers in Wijk aan Zee
- 1982 Turniersieg in Novi Sad
- 1984 und 1986 Meister der Niederlande
- 1988 Am ersten Brett (6,5 aus 12) bei der Schacholympiade in Thessaloniki

In den 1990er-Jahren war van der Wiel wegen seiner guten Ergebnisse gegen Schachcomputer bekannt. 2001 verlor er allerdings einen Wettkampf gegen das Programm Rebel überraschend mit 2,5:3,5.

## Nationalmannschaft
Mit der niederländischen Nationalmannschaft nahm van der Wiel an den Schacholympiaden 1980, 1982, 1984, 1988, 1990, 1992, 1994, 1996 und 1998 teil. Größter Erfolg war der dritte Platz mit der Mannschaft bei der Schacholympiade 1988. Er vertrat die Niederlande außerdem bei den Mannschaftseuropameisterschaften 1983, 1992, 1997, 1999 und 2003 und der Mannschaftsweltmeisterschaft 1989. Bei der Mannschafts-EM 1983 erreichte er das drittbeste Ergebnis am dritten Brett, bei der Mannschafts-EM 1992 das zweitbeste Ergebnis am zweiten Brett.

## Vereine
In der niederländischen Meesterklasse (bis 1996 Hoofdklasse) spielte van der Wiel in den 1970er, 1980er und zu Beginn der 1990er Jahre für Volmac Rotterdam, mit denen er auch sechsmal am European Club Cup teilnahm und dabei 1979 das Finale erreichte, 1988 den dritten Platz belegte sowie 1984 ins Halbfinale einzog, von 1995 bis 2005 für De Variant Breda, mit denen er 1996, 1997, 1998, 1999, 2000, 2001, 2002, 2003, 2004 und 2005 niederländischer Mannschaftsmeister wurde sowie den European Club Cup 1998 gewann, und von 2005 bis 2007 für die Leidsch Schaakgenootschap. In der deutschen Bundesliga spielte er von 1996 bis 2000 sowie von 2003 bis 2005 für die SG Porz, mit der er 1998, 1999, 2000 und 2004 deutscher Mannschaftsmeister wurde; später spielte er in Deutschland am Spitzenbrett der SF Überruhr Essen. In der österreichischen Bundesliga spielte van der Wiel in den Saisons 1994/95 und 1996/97 für den SC Traun sowie von 2000 bis 2002 für den SV Raika Gamlitz. Im European Club Cup 1986 erreichte er mit Anderlecht das Halbfinale.